# Hochfilzen
Hochfilzen je obec v Rakousku ve spolkové zemi Tyrolsko v okrese Kitzbühel. Leží na trati Salzburg-Tiroler-Bahn mezi Zell am See a St. Johann in Tirol. Žije zde přibližně 1 200 obyvatel.
Pravidelně se zde pořádá světový pohár v biatlonu. V únoru 2017 se místní areál stal dějištěm Mistrovství světa v biatlonu.

## Poloha
Hochfilzen je jednou z pěti obcí okresu Pillerseetal a leží na průsmyku Grießenpass na hranici se spolkovou zemí Salcbursko. Jižně od průsmyku (975 m n. m.) se území zvedá do Kitzbühelských Alp. Na severu se nachází pohoří Loferer Steinberge, na severovýchodě Leoganger Steinberge. Nejvyššími horami jsou Jungfrau (1910 m n. m.), Barbarahorn (2058 m n. m.) a Großes Marchenthorn (2375 m n. m.).
Rozloha obce je 32,68 km². Z toho 15,3 % tvoří zemědělská půda, 63,8 % lesy a 6 % vysokohorské pastviny. Z celkové plochy je 21,1 % osídleno.

### Části obce
Obec se skládá: Berglehen, Feistenau, Hochfilzen, Hochfilzen-Bahnhof, Mittelwarming, Oberwarming, Unterwarmin, Werksiedlung.

### Sousední obce
|             | St. Ulrich am Pillersee | St. Martin bei Lofer |
| Fieberbrunn |                         | Leogang              |
|             |                         |                      |

## Historie
Hochfilzen byl kdysi roztroušenou osadou zemědělských usedlostí v rámci bývalého okresu Hofmark Pillersee. První písemná zmínka o Hochfilzenu pochází z roku 1377 z kopiáře kláštera Rott. Název místa vychází ze starého polního jména Hochfilzen (středohornoněmecky vilz (vřesoviště)). Když však v roce 1504 připadlo území k Tyrolsku, zůstala klášteru zachována práva Hofmarku.
Již v roce 1762 se malá zemědělská obec objevuje v kitzbühelském okresním soudu. V roce 1753 zde byla postavena první škola, která však neměla úspěch. Asi o 30 let později byla škola opět zřízena. Vyučovalo se ve vesnickém hostinci.V roce 1813 byla postavena první školní budova. Nová budova byla postavena v roce 1906. Během správní reformy v roce 1833 se malý okres Hochfilzen vyvinul v obec.
V roce 1875 byla postavena salcbursko-tyrolská železnice, a Hochfilzen tak byl napojen na tehdy nejmodernější dopravní prostředky. V roce 1878 byla v Schüttach-Au poprvé zřízena dělostřelecká střelnice císařské a královské armády, která však byla v roce 1908 opět zrušena. Znovu byla otevřena v roce 1939 a po druhé světové válce ji převzala rakouská armáda.
S výstavbou závodu na výrobu magnezitu v roce 1957 zažil Hochfilzen hospodářský vzestup. Závod, který v současnosti patří společnosti RHI Magnesita, stále těží magnezit a jako konečný produkt vyrábí žáruvzdorné směsi.

## Galerie

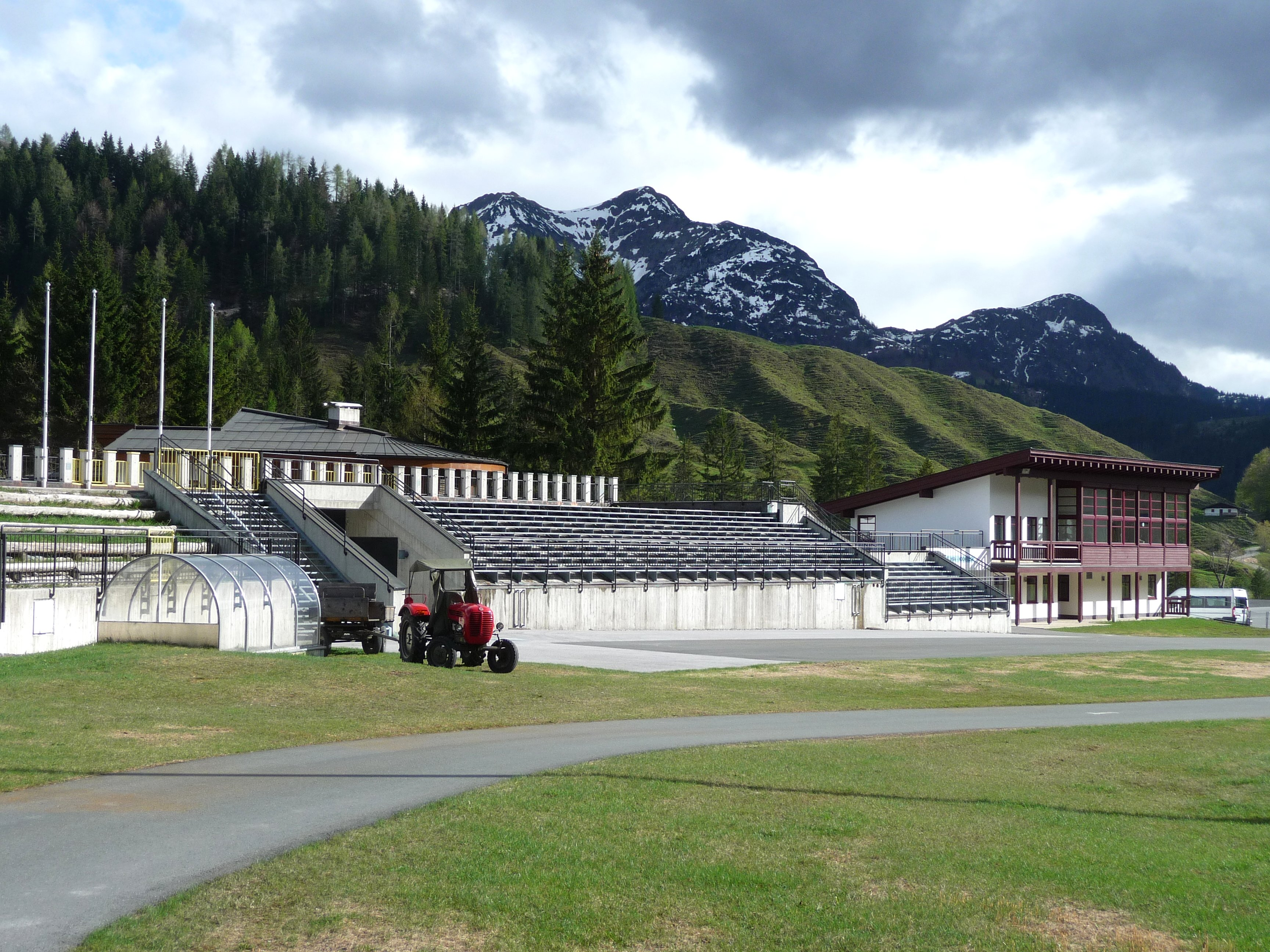
Biatlonový stadion v Hochfilzenu
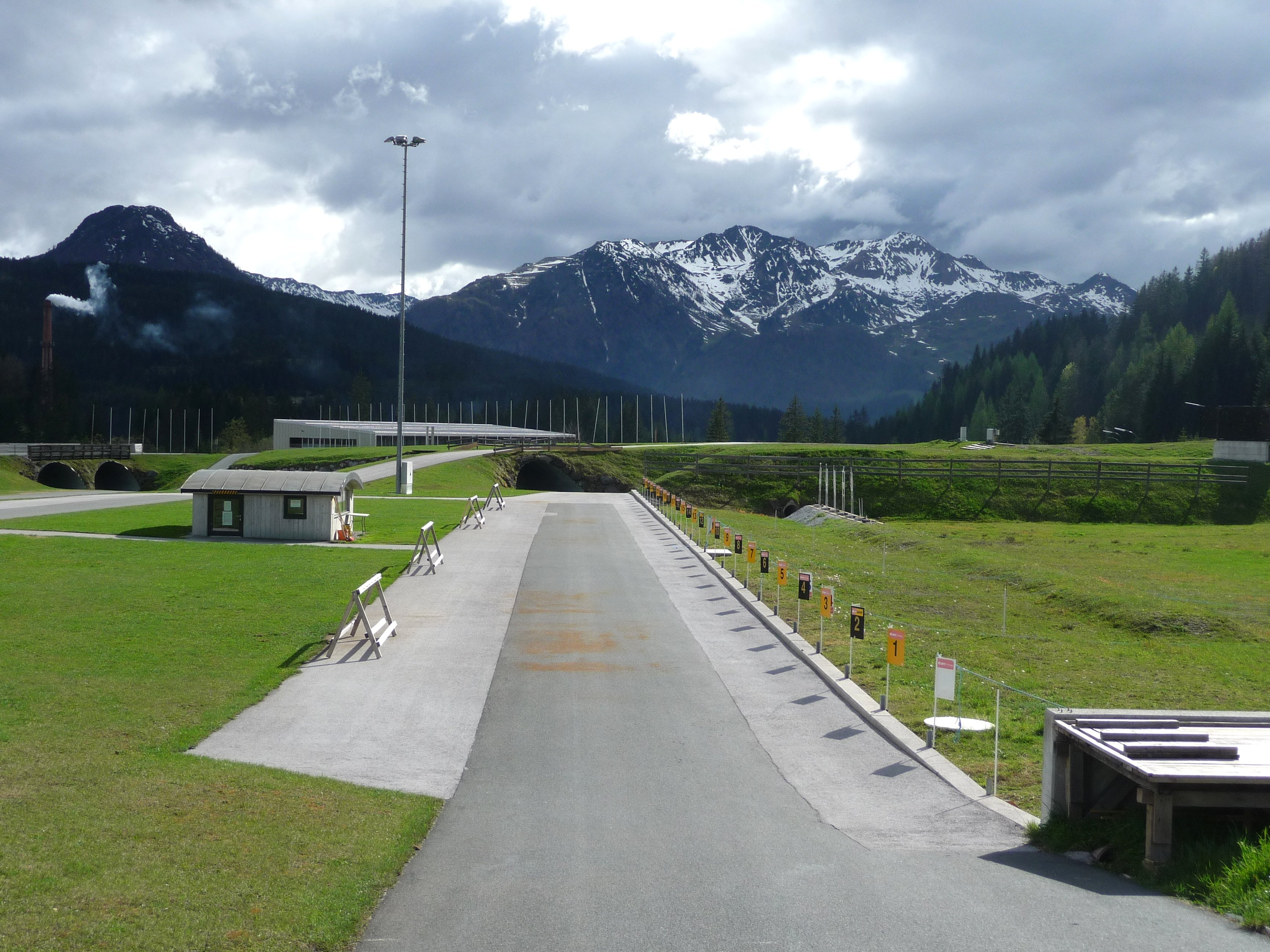
Biatlonový areál v Hochfilzenu
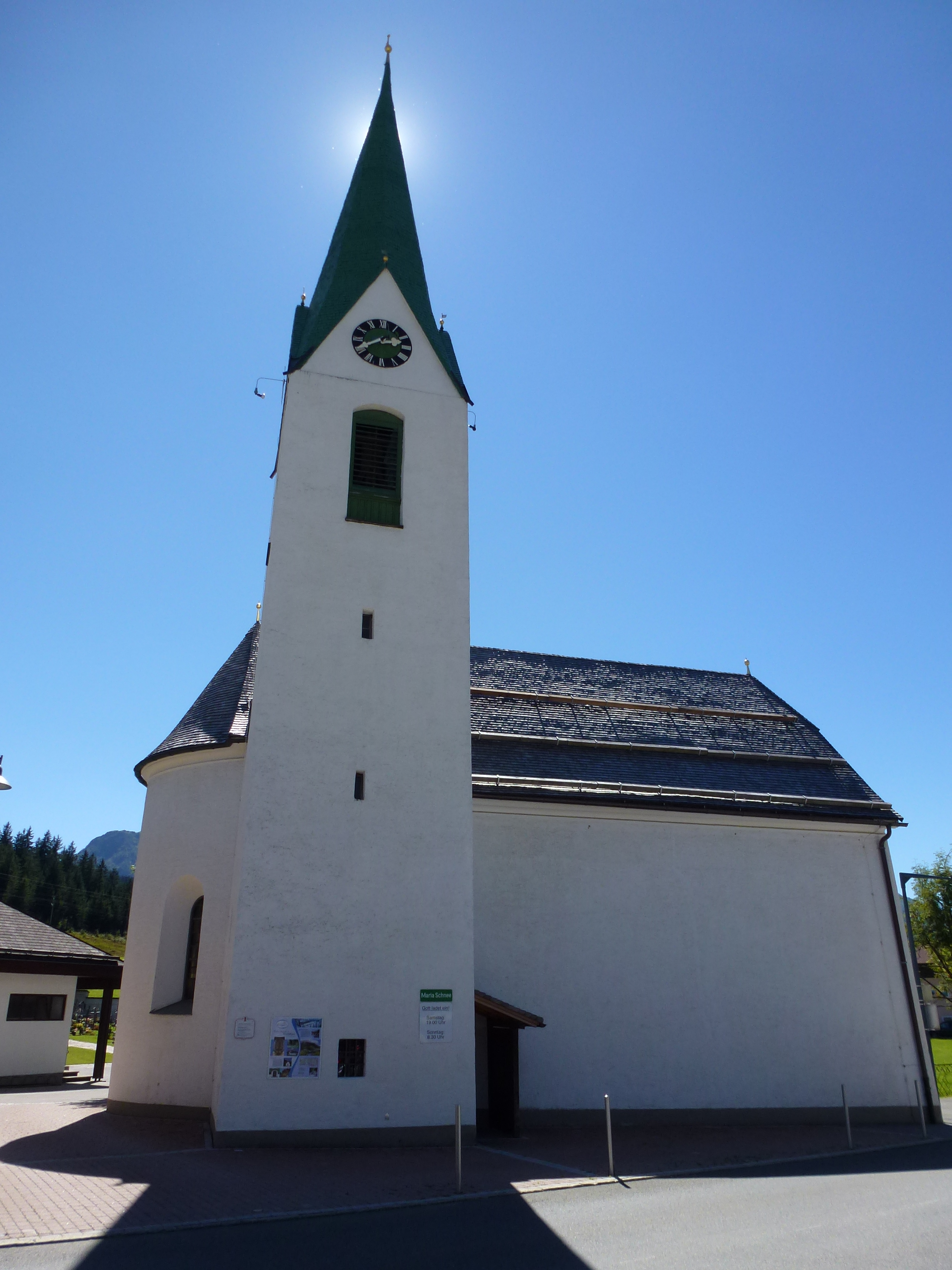
Farní kostel Panny Marie Sněžné
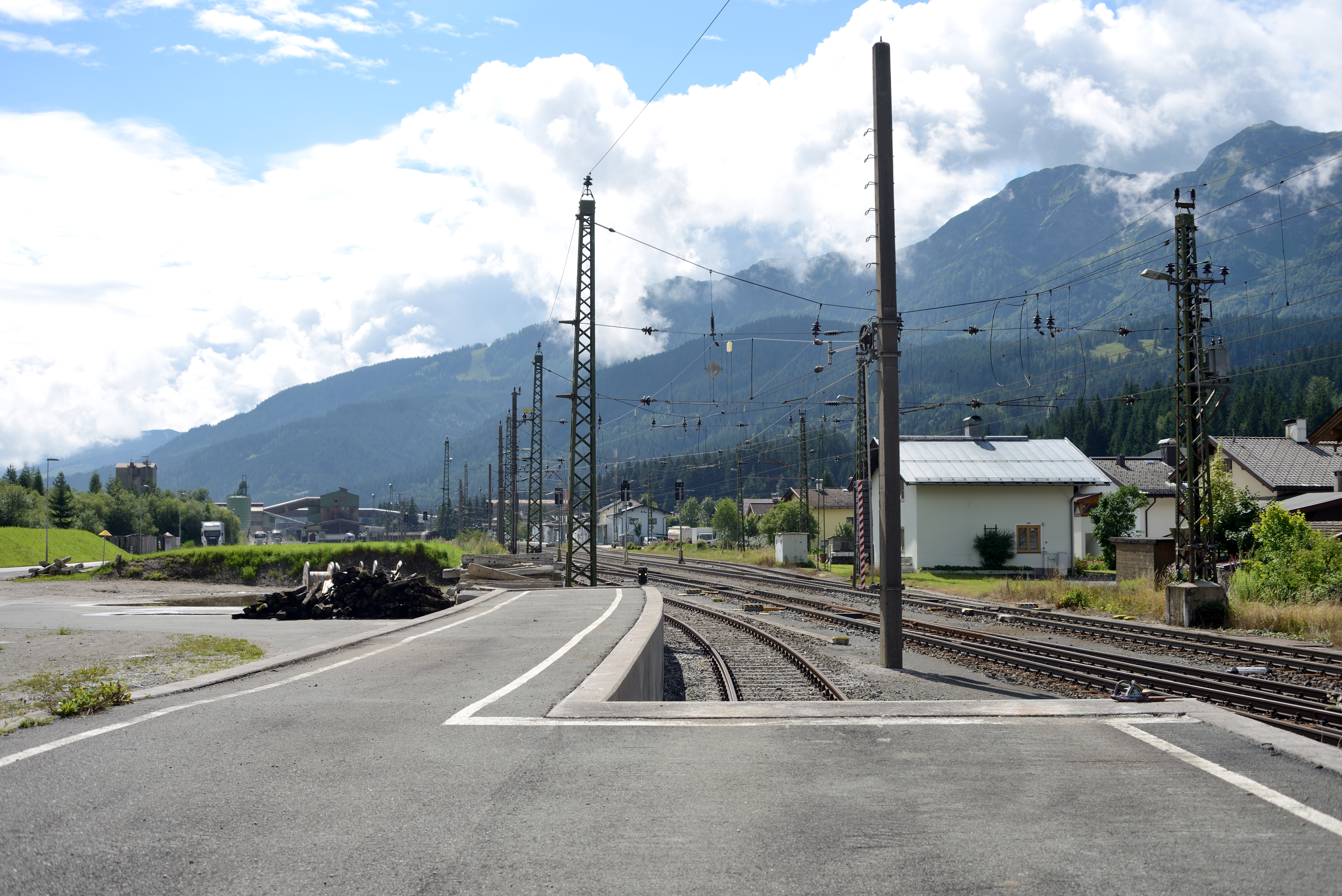
Nádraží v Hochfilzenu